# 가가미정 (구마모토현)
가가미정(일본어: 鏡町)은 일본 구마모토현 야쓰시로군의 옛 정이다.
2005년 8월 1일에,  센초정, 사카모토촌, 도요촌, 이즈미촌과 합병해, 신 야쓰시로시가 되었기 때문에 폐지되었다.

## 역사
- 1889년 4월 1일 - 정촌제 시행에 수반해 가가미정이 탄생하였다.
- 1955년 2월 11일 - 야쓰시로군 가가미정, 분세이촌, 아리사촌이 대등합병해 (신) 가가미정이 되었다.
- 2005년 8월 1일 - 센초정, 사카모토촌, 도요촌, 이즈미촌과 함께 대등합병해, 야쓰시로시가 되었다.

## 교통

### 철도
- 규슈 여객철도
  - 가고시마 본선

## 참고 문헌
- 角川日本地名大辞典編纂委員会, 『角川日本地名大辞典 43 熊本県』1987, 角川書店